# Troféu Ary Vidal
"Troféu Ary Vidal" Treinador do Ano é um prêmio do Novo Basquete Brasil dado desde a primeira temporada do NBB, em 2009 ao melhor treinador da temporada. O prêmio é dado ao final da temporada, na festa de premiação do campeonato, um dia após o jogo final dos Playoffs. Antes do evento, 3 candidatos são anunciados e durante o evento o vencedor é escolhido.

## Vencedores
| ^             | Indica um treinador que continua ativo no NBB                       |
| Treinador (X) | Indica o número de vezes que o técnico foi nomeado Treinador do Ano |
| Time (X)      | Indica o número de vezes que um treinador desse time venceu         |
| Negrito       | Venceu o título do NBB da temporada                                 |
| V–D           | Recorde de vitórias-derrotas na temporada regular                   |
| V%            | Porcentagem de vitórias na temporada                                |

| Temporada | Treinador             | Nacionalidade | Time            | V–D   | V%    | Ref.   |
| --------- | --------------------- | ------------- | --------------- | ----- | ----- | ------ |
| 2009      | Paulo Chupeta         | Brasil        | Flamengo        | 26–2  | .928  | [ 2 ]  |
| 2009–10   | Lula Ferreira         | Brasil        | Lobos Brasília  | 21–5  | .808  | [ 3 ]  |
| 2010–11   | Hélio Rubens Garcia   | Brasil        | Franca          | 20–8  | .714  | [ 4 ]  |
| 2011–12   | Régis Marrelli^       | Brasil        | São José        | 23–5  | .821  | [ 5 ]  |
| 2012–13   | Lula Ferreira (2)     | Brasil        | Franca (2)      | 23–11 | .676  | [ 6 ]  |
| 2013–14   | Gustavo de Conti^     | Brasil        | Paulistano      | 23–9  | .719  | [ 7 ]  |
| 2014–15   | Dedé Barbosa          | Brasil        | Limeira         | 25–5  | .833  | [ 8 ]  |
| 2015–16   | José Neto             | Brasil        | Flamengo (2)    | 23–5  | .821  | [ 9 ]  |
| 2016–17   | Gustavo de Conti^ (2) | Brasil        | Paulistano (2)  | 16–12 | .571  | [ 10 ] |
| 2017–18   | Gustavo de Conti^ (3) | Brasil        | Paulistano (3)  | 24–4  | .857  | [ 11 ] |
| 2018–19   | Léo Figueiró^         | Brasil        | Botafogo        | 12–14 | .462  | [ 12 ] |
| 2019–20   | Jorge Guerrinha^      | Brasil        | Mogi das Cruzes | 16–10 | .615  | [ 13 ] |
| 2020–21   | Gustavo de Conti^ (4) | Brasil        | Flamengo (3)    | 28–2  | .933  | [ 14 ] |
| 2021–22   | Helinho Garcia^       | Brasil        | Franca (3)      | 29–3  | .906  | [ 15 ] |
| 2022–23   | Helinho Garcia^ (2)   | Brasil        | Franca (4)      | 32–0  | 1.000 | [ 16 ] |

## Ligações Externas
- «Página Oficial do NBB.»